# Synagoge (Bensheim)

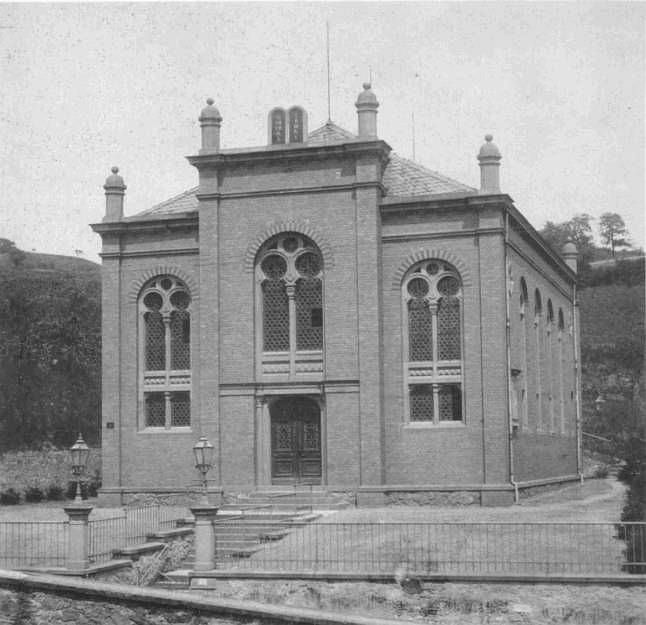
Synagoge in Bensheim (um 1900)

Die Synagoge in Bensheim, einer Stadt im Landkreis Bergstraße in Hessen, wurde 1891/92 errichtet. Die Synagoge befand sich in der Schönberger Straße 14, der heutigen Nibelungenstraße.

## Geschichte
Beim Novemberpogrom 1938 wurde die Synagoge von Angehörigen der Bensheimer SS am frühen Morgen des 10. November zerstört. Die Türen zur Synagoge wurden eingeschlagen und danach wurde das Mobiliar angezündet. Die Brandruine wurde wenig später abgetragen.

## Gedenken
Seit 1971 erinnert am ehemaligen Standort der Synagoge eine Gedenktafel an die Zerstörung. Im Jahr 1995 wurde eine neue Erinnerungsstätte geschaffen. Nochmals neugestaltet wurde die Gedenkstätte im Jahr 2000.

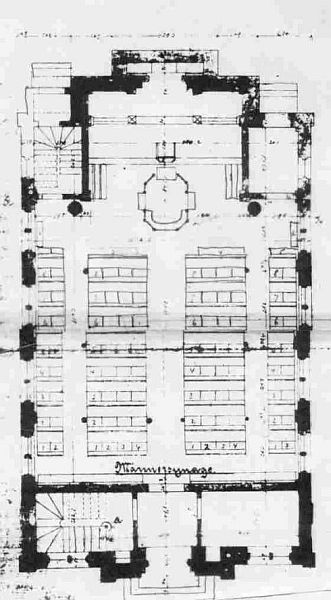
Erdgeschoss
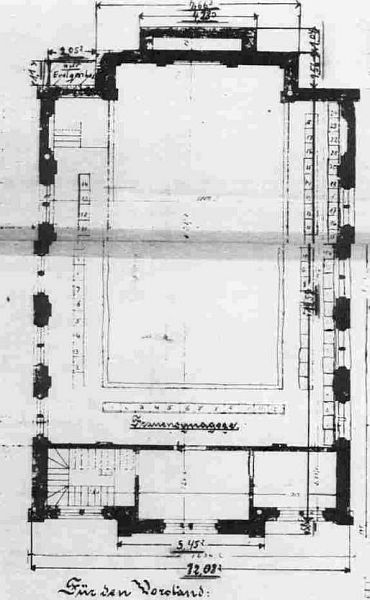
Erstes Obergeschoss
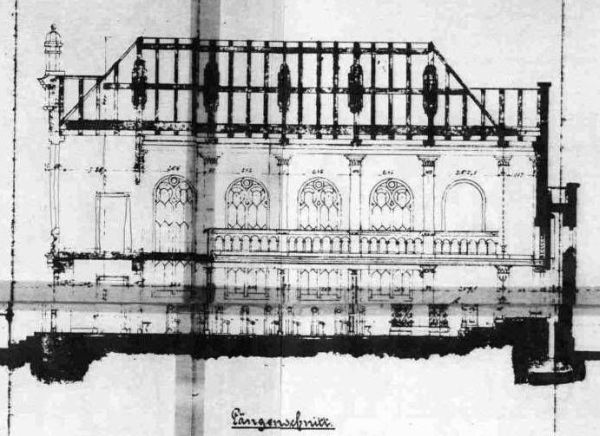
Seitenansicht